# 後藤是山
後藤 是山（ごとう ぜざん、本名: 祐太郎、1886年6月8日 - 1986年6月4日）は、日本の文化人。熊本市名誉市民。

## 経歴
- 1886年（明治19年） - 大分県直入郡久住町（現・竹田市）に生まれる
- 旧制竹田中学校（現大分県立竹田高等学校）卒、早稲田大学中退。
- 1909年（明治42年） - 九州日日新聞社（現熊本日日新聞）入社
- 1911年（明治44年） - 国民新聞に派遣
- 1912年（明治45年） - 九州日日新聞社復帰
- 1917年（大正6年） - 九州日日新聞社の文藝欄刷新を断行
- 1918年（大正7年） - 九州日日新聞社編集者兼主筆
- 1921年（大正10年） - 第二期「明星」の同人
- 1927年（昭和2年） - 俳誌「かはがらし」を創刊主宰
- 1934年（昭和9年） - 九州日日新聞社退社
- 1986年（昭和61年） - 死去

## 句碑
- 旧大浜番所跡（玉名市）
- 後藤是山旧居跡（熊本市）

## その他
- 後藤是山記念館（熊本市）
- 是山は「山は是れ依然として山、水は是れ依然として水」という意味。